# Ballet the Boxer 1
Ballet The Boxer 1 är det fjärde studioalbumet av den amerikanska rockgruppen Ours, utgivet den 11 juni 2013.

## Låtlista
All text och musik är skriven av Jimmy Gnecco, där inget annat namn anges.
1. Pretty Pain (5:11) (Jimmy Gnecco, April Bauer, Static)
2. Emergency (2:29)
3. Coming For You (4:01)
4. Devil (4:24)
5. Been Down (5:54) (Gnecco, Bauer, Static, Chris Goodlof)
6. Stand (3:49)
7. Boxer (4:33)
8. Sing (3:20)
9. Get Em Out (3:13)
10. Fall into My Hands (6:11)